# Magdalena Andersdotter
Magdalena Andersdotter, född i Norge 1590, död 1650. Hon var en av de två mest kända kvinnorna i Färöarnas historia.   
Dotter till Anders Poulssøn Kolding och Caren Christensdatter. Gift först med köpman Niels Joenssøn. Gift 1616 med kongsbonde och sysselmand Mikkjal Joensson (1566-1648). Hon hade två barn.  
Andersdotter drev ett köpmannaföretag som änka i Bergen i Norge tills hon blev ruinerad då hennes skepp sjönk. Hon kom till Færøerne omkring 1616 efter sitt andra äktenskap med en färing. Maken var rik och tillhörde öarnas styrande skikt. Hon kom inte överens med makens familj och paret blev snart kända för sina processer mot varandra: dessa handlade bl.a. om ärekränkning och om att maken föröskte ta sig rätten över hennes egendom och blanda sig i hennes affärer. 1633 anklagades hon av landsfogden för att ha sålt en båt som maken satt som säkerhet för sin egen obetalda skuld till fogden: hon stämdes också av svärsönerna för att ha nekat dem att sitta vid huvudbordet på gården, och förbjöds lämna öarna. 1634 reste hon till Bergen och 1635 till Köpenhamn där hon framlade saken för kungen. 1638 återvände hon och ställdes inför rätta, men reste 1639 åter till kungen för att be om stöd. Det är inte känt hur det hela slutade.           

## Eftermäle
Magdalena Andersdotters rättsprocesser har spelat en roll i Färöarnas historia och tolkats på många sätt av historiker. På 1850-talet sågs hon som folklig hjälte som skyddade sin rätt mot överheten, på 1890-talet som ett dåligt exempel, på 1900-talet har porträttet av hennes psykologiserats.